# Doctor thứ mười một
Doctor thứ Mười một là một trong số các hiện thân của nhân vật Doctor, nhân vật chính của loạt phim truyền hình khoa học viễn tưởng dài tập của đài BBC mang tên Doctor Who. Vai diễn này được thủ diễn bởi Matt Smith, trong 3 phần phim và 7 tập đặc biệt, thời kỳ của anh kéo dài trong khoảng 4 năm. Cũng như nhiều hóa thân trước, nhân vật này cũng xuất hiện trong khá nhiều ngoại truyện có liên quan đến Doctor Who.
Trong cốt truyện của loạt phim, Doctor là một người ngoài hành tinh trăm tuổi thuộc chủng tộc Time Lord đến từ hành tinh Gallifrey, ông du hành qua không thời gian trên tàu TARDIS cùng với các bạn đồng hành của mình. Khi Doctor bị thương tổn trầm trọng, ông có thể tái sinh cơ thể mình; thông qua việc này, ông có một hình hài hoàn toàn mới và tính cách cũng bị thay đổi ít nhiều. Nhờ việc này mà nhiều diễn viên khác nhau có thể thay phiên nhau đảm nhiệm vai mà vẫn giữ cho cốt truyện được logic. Hiện thân của Smith là một người có tính khí khá bốc đồng nhưng lại là một người có lòng trắc ẩn. Anh có vẻ ngoài trẻ trung đôi khi có những sở thích lạ thường, nhưng bên trong anh là một cái nhìn sâu sắc và mệt mỏi vì những gì đã phải trải qua. Các bạn đồng hành chính của anh phải kể đến cô gái Scot Amy Pond (Karen Gillan), chồng của cô Rory Williams (Arthur Darvill) và cô gái bí ẩn Clara Oswald (Jenna-Louise Coleman). Anh cũng thường cộng tác với River Song (Alex Kingston), cùng là một nhà du hành thời gian và hai người có với nhau những chuyện tình yêu lãng mạn. Anh là hiện thân Doctor cuối cùng cộng tác cùng bạn đồng hành Sarah Jane Smith (Elisabeth Sladen) trước khi diễn viên này qua đời, câu chuyện này kéo dài 2 tập và năm trong ngoại truyện The Sarah Jane Adventures.